# 최정인 (배우)
최정인(1978년 12월 29일 ~ )은 대한민국의 배우이다.

## 학력
- 서울예술대학교 연극과 (졸업)

## 출연작

### 영화
- 《대가족》 (2024년) - 무옥의 어머니 역
- 《교섭》 (2023년) - 홍미숙 역
- 《사랑의 고고학》 (2022년) - 효운 역
- 《우리집》 (2019년) - 수진 역
- 《너는 결코 서둘지 말라》 (2018년) - 효진 역
- 《목격자》 (2018년) - 소윤의 어머니 역
- 《공작》 (2018년) - 석영의 아내 역
- 《여고생》 (2016년) - 은영의 어머니 역
- 《밀월도 가는 길》 (2012년) - 유진 역
- 《미안해, 고마워》 (2011년) - 혜원 역
- 《집 나온 남자들》 (2010년) - 홍금선 역
- 《환심》 (2009년)
- 《사과》 (2008년) - 현정 직장동료 역
- 《대한이, 민국씨》 (2008년) - 아이 엄마 역
- 《뷰티풀 선데이》 (2007년) - 미진 역
- 《어느날 갑자기 세 번째 이야기 - D-day》 (2006년) - 보조선생 1 역
- 《미스터 주부 퀴즈왕》 (2005년) - 간호사 역
- 《극장전》 (2005년) - 여자동창 2 역
- 《바보는 피곤해지지 않는다》 (2004년)
- 《발레 교습소》 (2004년) - 108호 여자 역
- 《여선생 VS 여제자》 (2004년) - 장수경 역
- 《욕망》 (2004년) - 비서 역
- 《싱글즈》 (2003년) - 현정 역

### 드라마
- 2019년 KBS2 《동백꽃 필 무렵》
- 2020년 JTBC 《경우의 수》
- 2021년 JTBC 《허쉬》
- 2021년 tvN 《배드 앤 크레이지》 - 양재선의 아내 역
- 2022년 JTBC 《기상청 사람들 : 사내연애 잔혹사 편》 - 최종수 총괄과장의 아내 역
- 2022년 JTBC 《나의 해방일지》 - 염미정이 다니는 회사의 실장 역
- 2022년 MBC 《닥터 로이어》 - 재판장 역
- 2023년 SBS 《법쩐》 - 함진 역
- 2023년 JTBC 《힙하게》 - 정미옥 역
- 2023년 ENA 《악인전기》 - 정혜영 역
- 2024년 MBC 《우리, 집》 - 김라경 역
- 2024년 ENA 《취하는 로맨스》 - 이나리 역
- 2025년 Disney+ 《트리거》 - 양 선생 역
- 2025년 SBS 《귀궁》 - 오 상궁 역
- 2025년 Netflix 《트리거 (넷플릭스 드라마)》 - 규진 엄마 역

### 뮤지컬
- 2008년 ~ 2010년 《빨래》 - 서나영 역

### 연극
- 2000년 《설탕쫀듸기》
- 2001년 《파티》
- 2001년 《코코샤넬》
- 2002년 《먼데이 pm5:00》
- 2003년 《찬란한 오후》
- 2003년 《눈속을 걸어서》
- 2004년 《서울노트》
- 2005년 《이상한 기차》
- 2006년 《소설가 구보씨와 경성 사람들》 - 순이 역
- 2007년 《다리퐁 모단걸》 - 김외출 역
- 2009년 《어느 날 문득, 네 개의 문》
- 2009년 ~ 2010년 《하얀 앵두》 - 반지연 역
- 2015년 《두근두근 내 인생》 - 최미라 역